# Roque Ribeiro de Abranches Castelo Branco
Roque Ribeiro de Abranches Castelo Branco, 1.º Visconde de Midões (Tábua, Midões, 15 de Julho de 1770 — Carregal do Sal, Cabanas de Viriato, Casa do Aido, 6 de Abril de 1844) foi um grande proprietário, bacharel em Direito e político liberal, membro da Junta Provisional do Governo Supremo do Reino e par do reino.

## Biografia
Matriculou-se em Filosofia, na Faculdade de Ciências, em 1788, mas acabou por se formar bacharel em Direito pela Faculdade de Direito da Universidade de Coimbra.
Foi um dos organizadores da revolução do Porto de 24 de Agosto de 1820, tendo feito parte da respectiva Junta Revolucionária. Foi por isso declarado benemérito da pátria pelo 1.º congresso constitucional.
Foi deputado da Nação às Cortes de 1821 e em sucessivas legislaturas, par do reino por carta régia de 1 de setembro de 1834.
Devido à sua luta pelas causas liberais, no ano de 1837 foi-lhe atribuído, por D. Maria II de Portugal, o título de Visconde de Midões.
Casou em Barcelos, a 8 de setembro de 1806, com Rosa Inácia de Araújo e Azevedo, quando viúva moradora em Lanheses. Sem geração legítima, teve tido de Antónia Margarida quatro filhos, que legitimou: César Ribeiro de Abranches Castelo Branco, 2.º visconde de Midões, Aristides, Júlia e Modesta Flamínia que casou com o seu tio, irmão mais novo do seu pai, António de Vasconcelos Abranches Castelo Branco.
Fidalgo cavaleiro da Casa Real, foi capitão-mor de Midões, por carta-patente de 20 de Março de 1812, e senhor da Casa do Ribeirinho, em Midões, e de muitos vínculos.